# Boelspexarna
Boelspexarna är en spexensemble i Lund, och ett utskott inom Akademiska Föreningen (AF). Boelspexarna grundades 1994 och har fått sitt namn efter Boel Flodgren, den första kvinnliga rektorn vid ett svenskt universitet. Det som utmärker Boelspexarna från övriga studentspex i Lund är att de endast har kvinnor på scen, i kontrast till Lundaspexarna som av tradition endast har män på scen. Eftersom regi och manusförfattande förutsätter skådespelarmeriter är även dessa befattningar exklusivt kvinnliga. I resten av ensemblen som utgörs av cirka 100 personer finner man både kvinnor och män. 
Boelspexarna sätter traditionsenligt upp sina spexföreställningar tredje helgen i oktober varje år. En återuppsättning av höstens spex sätts varje år upp sista helgen i februari.
Den främst i studentsammanhang mycket kända dryckessången "Finland" kommer från Boelspexet Napoleon och bär melodin från Arja Saijonmaas melodifestivalbidrag "Högt över havet" från 1987. Under Boelspexarnas 20-årsjubileum 2014 var Saijonmaa själv på plats och sjöng kupletten tillsammans med ensemblen.

## Startpunkten
Boelspexarna bildades av en grupp kvinnliga studenter under karnevalsvåren 1994. Namnet lånades från Lunds universitets rektor Boel Flodgren, som också blev ensemblens första hedersledamot. Urpremiären ägde rum den 21 oktober 1994 med spexet Henry VIII eller I döda fruars sällskap. Boelspexarna blev genom Akademiska Föreningens försorg ett utskott inom AF 1994. Sedan dess har Boelspexarna huserat i AF-Borgen varje höst med föreställningar tredje helgen i oktober.

## Boelspex 1994–2021
Källa:
- Henry VIII (1994)
- Den Sista Kejsarinnan (1995)
- Strindberg (1996)
- Ansgar (1997)
- Napoleon (1998)
- Hemingway (1999)
- Henry VIII (2000)
- Kleopatra (2001)
- Kung Byxlös (2002)
- Döden checkar in (2003)
- Florence Nightingale (2004)
- Den Sista Kejsarinnan (2005)
- Greta Garbo (2006)
- Himalayas Dotter (2007)
- Katarina den Stora (2008)
- Strindberg (2009)
- Coco Chanel (2010)
- Henry VIII (2011)
- Buffalo Bill (2012)
- Ulrika Eleonora (2013)
- Napoleon (2014)
- Selma Lagerlöf (2015)
- Pocahontas (2016)
- Jenny Lind (2017)
- Henry VIII (2018)
- Elsa Beskow (2019)
- Smaka på Boel (2020)
- Häxprocessen (2021)
- Sapfo (2022)
- Napoleon (2023)
- Cumann na mBan (2023)
- Kung Byxlös (2024)

## Sfinxbekransning
Sfinxen utgör inte bara logotyp, utan står även som symbol och skyddshelgon för Boelspexarna. Detta har gett upphov till en tradition som har hållit sig kvar sedan spexets grundande 1994 och utgörs av den årliga bekransningen av de fyra sfinxer som pryder taket till Universitetshuset i Lund. I syfte att hylla sina skyddshelgon genomför Boelspexarna en ceremoni exakt två veckor före premiären av höstens uppsättning. Ceremonin består i att förmannen och regissören för Boelspexarna klättrar upp på taket till Universitetshuset, varpå de sedan utsmyckar sfinxerna med lagerbladskransar. På universitetsplatsen nedanför följer övriga ensemblemedlemmar, gäster och förbipasserande bekransningen samtidigt som en nyskriven limerick läses upp till tonerna av trumpetfanfarer. Sfinxerna och typografin som varit logotyp sedan start, formgavs av Jonas Elding 1994.

## Hedersledamöter
Sedan begynnelsen 1994 har Boelspexarna valt hedersledamöter som var och en på sitt sätt står som förebilder för Boelspexarna och dess verksamhet. 
- 1994 Boel Flodgren, den första kvinnliga rektorn vid ett svenskt universitet.
- 1995 Anna Munck-Falk, historisk kvinnlig spexare
- 1996 Cilla Ingvar, 1950-talets karnevalsprimadonna
- 1997 Anna-Lena Brundin, komiker och sångerska
- 1998 Christina Odenberg, Lunds första kvinnliga biskop
- 1999 Marianne Söderberg, Tv-journalist
- 1999 Hans Pålsson, pianoprofessor
- 2000 Bodil Jönsson, professor i rehabiliteringsteknik vid Lunds universitet
- 2001 Birgit Nilsson, operasångare
- 2002 Birgitta Odén,  Sveriges första kvinnliga professor i historia
- 2003 Inger Larsson,  Akademiska Föreningens första kvinnliga ordförande
- 2004 Gertrud Elisabeth Bohlin, entreprenör och före detta VD för Forskningsbyn IDEON
- 2005 Kerstin och Bertil Andersén, grundare av Gerdahallen
- 2007 Eva Rydberg, folkkär skådespelare och komiker
- 2008 Rie Hägerdal, konstnär och inredningsarkitekt
- 2011 Sanna Persson Halapi, komiker, skådespelare och spelade kung Henry i urspexet Henry VIII, "i döda fruars sällskap"
- 2012 Siw Malmkvist, sångerska och skådespelerska
- 2014 Arja Saijonmaa, sångerska och skådespelerska
- 2017 Hans Jerenäs, donerade pengar till reparationen av sfinxarna på Lunds Universitets tak. Sfinxarna är Boelspexarnas skyddshelgon.
- 2019 Karin Adelsköld, komiker, författare, programledare. Spelade Prins Eugen i spexet Strindberg 1996